# オリュンピアス2世 (エピルス)
オリュンピアス2世（Olympias、ギリシア語 Ὀλυμπιάς、発音 [olympiás]、紀元前3世紀）は、エピルスの王妃、摂政。
エピルス王ピュロスと、彼の最初の妻であるアンティゴネの娘で、異母兄弟のアレクサンドロス2世の妻だった。
夫の死後、彼女はピュロス2世とプトレマイオスという2人の息子に代わって摂政として王国の実権を握った。そして、アエトリア同盟に対抗するために、紀元前239年より前に、娘のフティアをマケドニア王国の王デメトリオス2世と結婚させた。この組合によって、幼いピュロス2世が十分に成長する時まで、彼女は主権を確固たるものにした。しかし、ピュロス2世とその兄弟プトレマイスは相次いで亡くなり、オリュンピアス2世は2人を失った悲しみによって死去した。以上がユニアヌス・ユスティヌスの報告である。別の報告によると、オリュンピアス2世は、息子のピュロス2世の恋人であるティグリスという名前のレフカダ島の乙女を毒殺し、息子によって復讐のために毒殺された。 